# Гедеримове Перше
Гедеримове Перше — село в Україні, в Затишанській селищній територіальній громаді Роздільнянського району Одеської області. Населення становить 75 осіб.
До 17 липня 2020 року було підпорядковане Захарівському району, який був ліквідований.

## Історія
Село було засноване близько 1830 року (данні приблизні).
Станом на 1859 рік у селі Гідерім (дороцколь), мешкало 323 осіб (173 чоловіка, 150 жінки), налічувалось 73 дворових господарства.
Станом на 1886 рік у селі Захар'ївської волості Тираспольського повіту Херсонської губернії, мешкало 186 осіб, налічувалось 32 дворових господарства, існувала лавка.

## Населення
Згідно з переписом 1989 року населення села становило 123 особи, з яких 47 чоловіків та 76 жінок.
За переписом населення 2001 року в селі мешкало 75 осіб.

### Мова
Розподіл населення за рідною мовою за даними перепису 2001 року:
| Мова       | Відсоток |
| ---------- | -------- |
| українська | 94,67 %  |
| молдовська | 5,33 %   |